# Сергов Городок
Сергов Городок или Городок на острове — славянское городище VIII—X веков в Новгородской области. Находится на территории Борковского сельского поселения Новгородского района, на западном берегу острова Городок посреди русла реки Веряжа, напротив деревни Завал и в 0,5 км к северу от деревни Сергово.
Предполагается, что Сергов Городок выполнял в Поозерье функции своеобразной крепости для защиты Веряжи от проникновения врагов со стороны озера Ильмень, а городище Георгий, расположенное в Среднем Поверяжье, прикрывало селища Васильевское 1, Васильевское 2, Георгий 1 и Георгий 2.
Площадка городища окружена подковообразным земляным валом, отсутствующим со стороны реки Веряжи. Длина вала достигает 100 метров, ширина — 10—12 метров, наибольшая высота со стороны площадки — 2 метра. С напольной стороны за валом прослеживается заплывший ров шириной 5—10 метров и глубиной 0,7—1 метра. Городище было самым крупным укреплённым поселением в Поозерье — 70×30 м (0,21 га). Культурные отложения на поселении слабо выражены в виде тонкого гумусированного слоя с обломками лепной керамики, типичной для славян. Внешний облик городища, расположенного на низменном острове и окружённого валом, подтверждает роль Сергова Городка как сторожевого пункта и возможного убежища на случай военной опасности.
Сергов Городок по характеру своего устройства и топографии не имеет аналогий в Приильменье. Сходные городища с мощными кольцевыми валами на низких местах, мысах или островах известны у западных славян.
Сергов городок, как и городища Георгий и Рюриково городище, фактически представляют собой укреплённые корабельные стоянки.